# K. Chandrashekar Rao

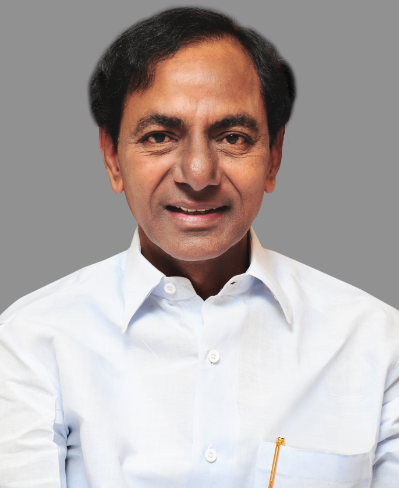
K. Chandrashekar Rao

Kalvakuntla Chandrashekar Rao (populär abgekürzt „KCR“, Telugu కల్వకుంట్ల చంద్రశేఖర రావు, * 17. Februar 1954 in Chintamadaka, Distrikt Medak, damals Bundesstaat Hyderabad (heute Telangana), Indien) ist ein indischer Politiker der Partei Bharat Rashtra Samithi (bis 2022 Telangana Rashtra Samithi). Reddy amtierte vom 2. Juni 2014 bis 7. Dezember 2023 als Chief Minister des 2014 neu gegründeten Bundesstaats Telangana.

## Biografie
Rao wurde 1954 in einem Dorf im damaligen Bundesstaat Hyderabad geboren. Seine Eltern waren Raghava und Venkatamma Rao. Rao studierte an der Osmania University in Hyderabad und erwarb einen Master-Titel in Telugu-Literatur. Ab 1970 wurde er politisch aktiv und betätigte sich zunächst in der Jugendorganisation der Kongresspartei (Youth Congress). Nachdem N. T. Rama Rao im Jahr 1982 die Telugu Desam Party (TDP) als telugische Regionalpartei für Andhra Pradesh gegründet hatte, schloss sich KCR dieser im Jahr 1983 an. Von 1985 bis 2004 saß er als Abgeordneter für die TDP im Regionalparlament von Andhra Pradesh und wurde mehrfach im Wahlkreis 220-Siddipet wiedergewählt.
Am 27. April 2001 trat KCR von seinem damaligen Posten als stellvertretender Parlamentssprecher zurück und erklärte seinen Austritt aus der TDP. Er gründete eine neue Partei, Telangana Rashtra Samithi (TRS), deren Haupt-Programmatik die Abspaltung der Region Telangana von Andhra Pradesh und die Gründung eines eigenen Bundesstaates war. Die TRS verbündete sich bei der gesamtindischen Parlamentswahl 2004 mit der Kongresspartei und Rao wurde im Wahlkreis 37-Karimnagar in die Lok Sabha gewählt. Von 2004 bis 2006 gehörte er auch dem ersten Kabinett von Premierminister Manmohan Singh als Minister an.
Im November 2009 begann er öffentlichkeitswirksam ein Fasten, um für die Errichtung des Bundesstaats Telangana zu werben. Nach längeren Jahren der Pro-Telangana-Agitation wurde schließlich 2013 ein Gesetz zur Einrichtung eines neuen Bundesstaats Telangana von beiden Kammern des indischen Parlaments verabschiedet. Der Bundesstaat wurde offiziell am 2. Juni 2014 politische Realität. Kurz zuvor erfolgten Wahlen in Andhra Pradesh. Im Landesteil Telangana gewann die TRS die absolute Mehrheit und KCR wurde am 2. Juni 2015 zum ersten Chief Minister des neuen Bundesstaats gewählt. Vorher, am 26. Mai 2014 trat er von seinem Abgeordnetenmandat in der Lok Sabha zurück.
Auch die Parlamentswahl in Telangana am 7. Dezember 2018 wurde von der TRS mit großer Mehrheit gewonnen, Rao selbst wurde im Wahlkreis Gajwel gewählt und am 13. Dezember 2018 für eine zweite Amtszeit als Chief Minister vereidigt. 2022 entstanden Pläne, die Aktivitäten der TRS über die Grenzen Telanganas hinaus auszuweiten. Zu diesem Zweck wurde die Partei auf Raos Veranlassung am 10. Dezember 2022 in Bharat Rashtra Samithi (BRS) umbenannt.
Die Wahl zum Parlament von Telangana am 30. November 2023 ging für die BRS verloren, und am 7. Dezember 2023 wurde Rao nach knapp 9 ½ Jahren Amtszeit durch Anumula Revanth Reddy (Kongresspartei) als Chief Minister von Telangana abgelöst.